# Дардель, Жан

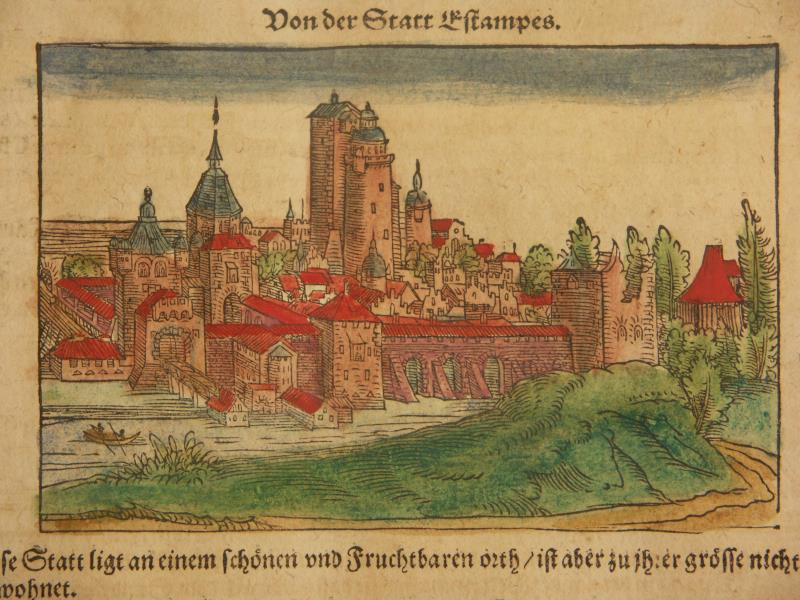
Этамп в XVI в. Гравюра из «Космографии» Себастьяна Мюнстера, 1544 г.

Жан Дардель, или Жан Тортибольский (фр. Jean Dardél, Jean de Tortiboli, итал. Giovanni Dardelli, арм. Դարդել Հովհան, Hovhan Dardel; ум. после 1384) — французский хронист, монах-францисканец, епископ Тортиболи, советник и духовник последнего короля Киликийской Армении Левона VI де Лузиньяна (1374—1375), автор «Хроники Армении» (фр. Chronique d'Arménie).

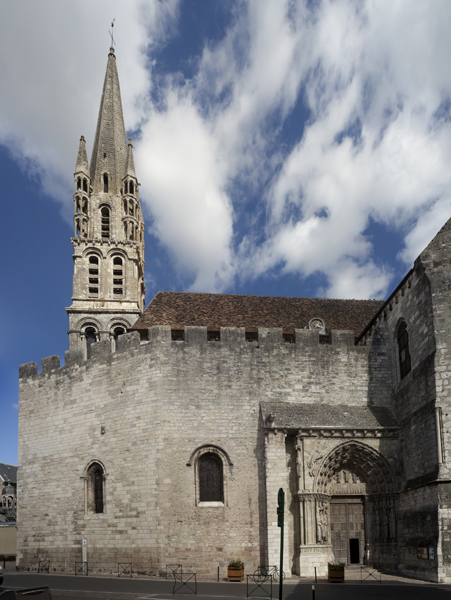
Церковь Нотр-Дам-дю-Фор в Этампе, XII—XIII вв.

## Биография

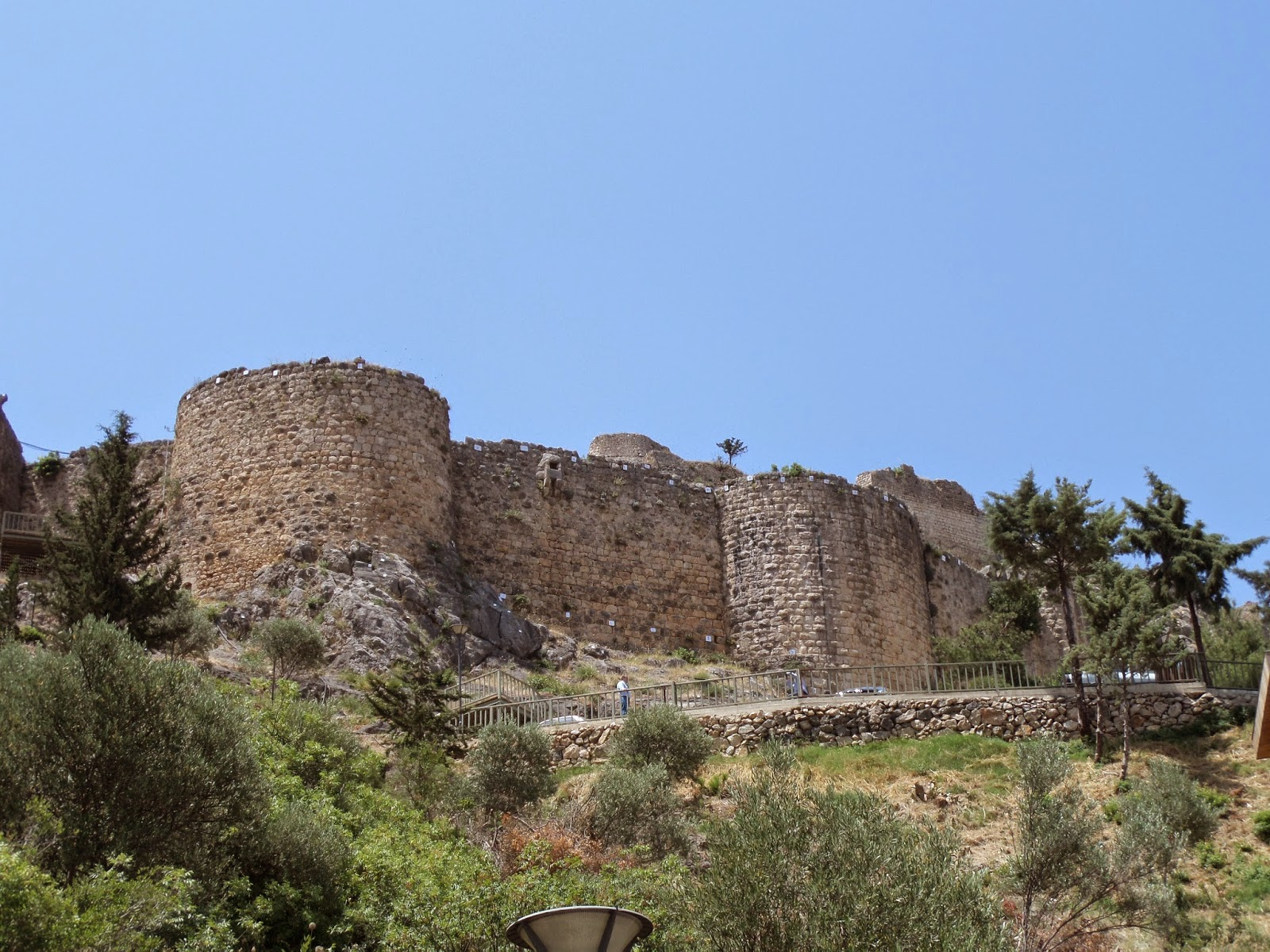
Руины крепости в столице Армянской Киликии Сисе, захваченной в 1375 году мамлюками

Биографических сведений о Дарделе немного, за исключением отрывочных упоминаний в его собственной хронике. Предположительно он родился в Этампе близ Парижа и в середине XIV века вступил в орден францисканцев.

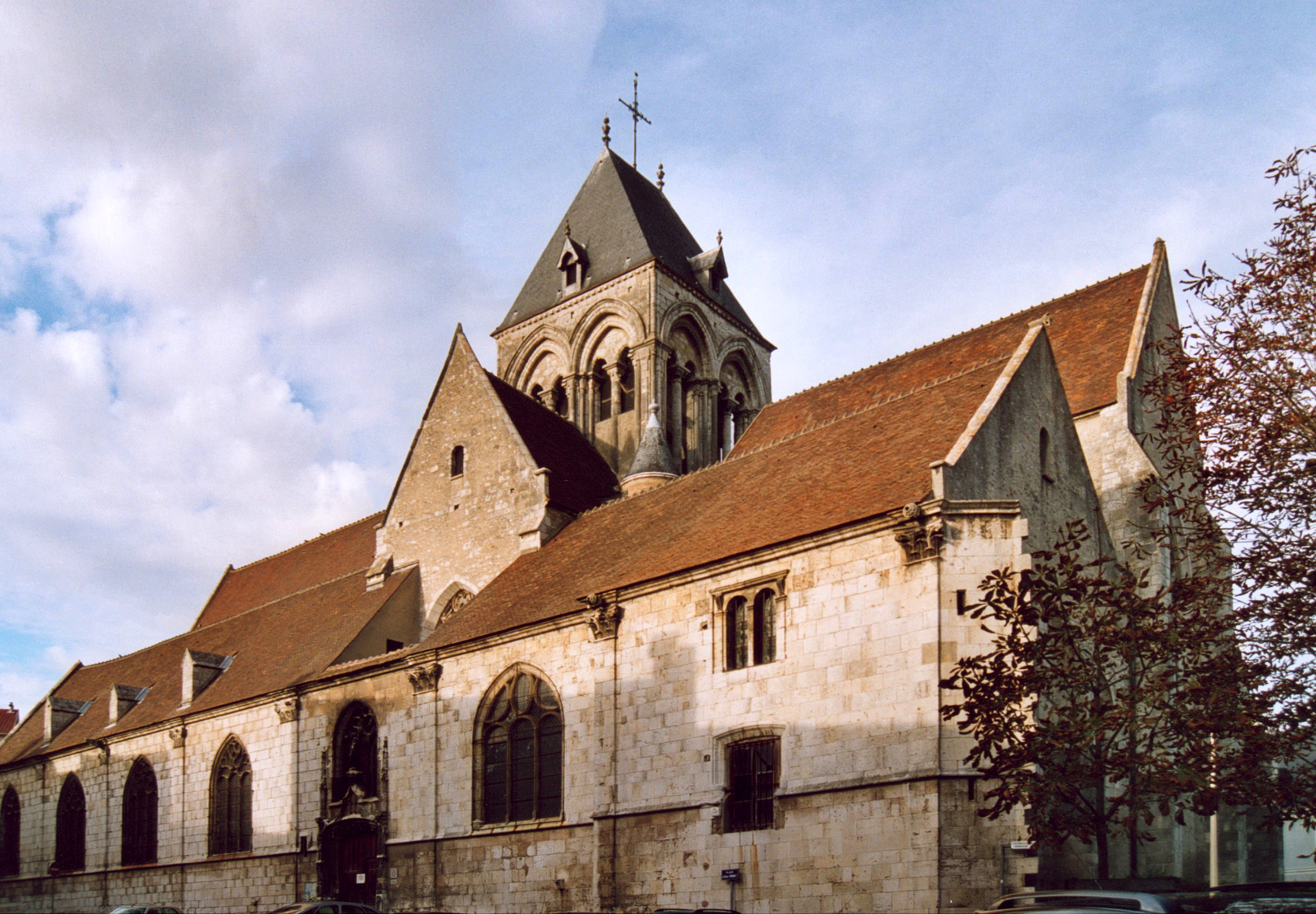
Церковь Сен-Базиль в Этампе, XI—XII вв.

В 1375 году он отправился с другими христианскими паломниками в Святую землю на гору Синай. Прибыв в августе 1377 года в Каир вместе со своим собратом по ордену Антонио да Монополи, он нашёл там последнего короля Киликийской Армении Левона VI (ум. 1393), который в июле 1375 года, после трёхмесячной осады крепости в Сисе, был взят в плен эмиром Алеппо и доставлен в Иерусалим, а оттуда отправлен вместе со своей семьёй в столицу Мамлюкского султаната.
Заручившись доверием киликийского короля, Дардель стал его духовником, советником и секретарём. Часто посещая Левона в тюрьме, добился привилегии от султана Аль-Мансура служить перед пленником мессу. Оставался в Каире до 1379 года и, по его собственным словам, составил от имени Левона несколько писем европейским королям с просьбой посодействовать в его освобождении. В конце концов, Левон VI доверил ему свою королевскую печать и верительные грамоты, отправив послом к королю Арагона Педро IV (1336—1387), с поручением в случае отказа со стороны последнего, обратиться с просьбой о помощи к другим христианским монархам.
11 сентября 1379 года Дардель вместе со своим спутником Антонио покинул Каир, и 1 марта 1380 года достиг Барселоны. Объездив пол-Европы, францисканцам сначала удалось убедить короля Педро послать к мамлюкскому султану посольство с дарами. После чего отправленный в Каир паломник Джан-Альфонсо ди Лорик, поддержанный королём Кастилии Хуаном I (1379—1390), добился, наконец, освобождения Левона. 7 октября 1382 года последний отплыл из Александрии в сопровождении Дарделя, которого после прибытия 21 октября на Родос назначил канцлером своего государства. 12 декабря 1382 года Левон прибыл в Венецию, затем отправился во Францию, отдав там дань уважения авиньонскому антипапе Клименту VII (1378—1394), а после прибыл в Сеговию, где Хуан оказал ему королевский приём, передав во владение города Мадрид, Андухар и Вилареал (совр. Сьюдад-Реаль).
В награду за службу армянскому королю, 11 марта 1383 года Климент VII назначил Дарделя епископом Тортиболи (совр. Биккари) в провинции Беневенто Неаполитанского королевства. Строго говоря, Дарделя следует считать антиепископом, так как поставил его антипапа, а не законный понтифик Урбан VI (1378—1389), в результате чего водвориться к себе в епархию он, возможно, так и не смог. Точная дата его смерти неизвестна, по некоторым данным, он скончался 6 декабря 1384 года и был похоронен на семейном участке у церкви Святого Василия в Этампе, по другим сведениям, формально освободил свою кафедру только в 1403 году.

## Хроника
Между 1384 и 1393 годами Дардель составил по рассказам, а возможно, и под диктовку армянского короля, «Хронику Армении» (фр. Chronique d'Arménie), долгое время неизвестную востоковедам. Она охватывает историю Киликийского царства со времён Левона II (ум. 1219) до прибытия Левона VI в Авиньон и Париж (1383—1384), предваряя её кратким очерком армянской истории со времён Римской империи. Изначально хроника была, вероятно, написана на латыни, но позже переведена на среднефранцузский язык.
«Хроника Армении» Дарделя подразделяется на 144 главы, а композиционно в ней можно выделить три части. Первая часть (гл. 1-24) излагает историю
Армении от Абгара до последнего царя династии Хетумидов, вторая (гл. 24-42) посвящена возвышению рода Лузиньянов в Киликийской Армении, третья же (гл. 42-144 гл.) подробно рассказывает о приходе к власти Левона VI Лузиньяна и событиях его правления.
Как источник сочинение Дарделя представляет собой ценность преимущественно в последних разделах, которые касаются пребывания Левона VI в Сисе, а затем в Каире, Венеции, Испании и Франции, отчасти составленных автором в качестве очевидца, с поправкой на тенденциозность и наличие идеологических клише. Стиль повествования в них представляет собой органичную смесь хроники, мемуаров и автобиографии, с элементами популярных рыцарских романов и житийной литературы. 
Заметные ошибки в хронологии, отсутствие логики в повествовании и субъективизм в истолковании фактов местами приводят Дарделя к деформации подлинной истории. Группируя материал вокруг личности Левона Лузиньяна, он намеренно замалчивает исторические события, не отвечающие идейной структуре его труда. Так, он не упоминает вовсе провозглашение в 1368 году кипрского короля Петра I Лузиньяна царём Киликийской Армении — с согласия папы Урбана V и армянского народа. Приоритет в деле союза с Римом ставится им в заслугу Левону VI Лузиньяну, хотя в реальности инициатором западной ориентации был его предшественник Левон IV Хетумян (1301—1307), а рассказывая о мерах по вызволению из плена первого, он явно преувеличивает роль в нём антипапы Климента VII, умаляя заслуги кастильского короля Хуана I. Рассуждая об обстоятельствах пленения мамлюками Левона VI, якобы «преданного» католикосом Погосом I (1374—1382) и киликийской знатью, хронист-францисканец безапелляционно утверждает, что причиной падения армянского царства было упорное несогласие армян перейти в католичество и подчиниться авиньонским папам. 
Вместе с тем, описание Дарделем подробностей осады Сиса и некоторых событий 1374—1375 годов, а также обстоятельств кипрского плена Левона Лузиньяна, подтверждаются сохранившимся письмом Климента VII от 4 июля 1381 года архиепископу Таррагоны, а сообщение о передаче Левону VI в дар королём Хуаном Мадрида, Вильярреаля и Андухара — актами из архива Ватикана. Информация об участии королей Кастилии, Арагона и Наварры в освобождении Левона и о приёме, оказанном ему Карлом VI Французским, подтверждается сообщениями «Хроник Сен-Дени», «Хроники Монпелье», хроник Жана Фруассара и Жувенеля дез Юрсена. На сегодняшний день сочинение Дарделя остаётся, по сути, единственным источником о недолгом правлении Левона VI в Киликии, поскольку армянские свидетельства об этом до нас не дошли.
Автограф «Хроники Армении» не сохранился, и единственная её рукопись (Mediatheque Municipale, 351), переписанная во второй половине XV века и включающая также копию «Мартинианских хроник» (фр. Chroniques martiniennes) Себастьена Мамро (1458), обнаружена была в начале 1880-х годов французским историком церкви Робером Ули́ссом (1845—1903), который наткнулся на неё в городской библиотеке г. Доля (совр. франц. департамент Юра). Армянская версия её, подготовленная к печати учёным армянским епископом Хореном Лузиньяном, была опубликована в 1891 году в Санкт-Петербурге под редакцией  Г. Ергеянца, а в 1906 году она издана была Французской Академией надписей и изящной словесности во втором томе «Собрания историков крестовых походов» (фр. Recueil des Historiens des Croisades), вместе с «Цветником историй земель Востока» Хетума Патмича.
Очевидное участие Левона VI Лузиньяна в составлении «Хроники Армении», выражавшееся, как минимум, в систематическом её редактировании, заставляет некоторых исследователей, в частности, Августа Каррьера, Шарля Кёлера, Клода Мутафяна и Левона Тер-Петросяна, подвергать сомнению авторство самого Жана Дарделя, однако отсутствие ранних её рукописей не даёт для этого на сегодняшний день достаточных оснований.

## Публикации
- Chronique d'Arménie par Jean Dardél // Recueil des historiens des Croisades. — Tome II. Documents Arméniens. — Paris: Imprimerie Nationale, 1906. — pp. vi–xxii, 1–109.
- Hovhan Dardel. Armenian Chronicle. Hayoc̕ žamanakagrowt̕yown, grabaric̕ ašxarhabar t̕argm. ew aṙaǰabanë Geworg T̕osownyan. — Yerevan: Zangak, 2013. — 168 p. — ISBN 978-9939681610.